# Acherosoma stenopodium
Acherosoma stenopodium är en mångfotingart som beskrevs av Pius Strasser 1966. Acherosoma stenopodium ingår i släktet Acherosoma och familjen Haasiidae. Inga underarter finns listade i Catalogue of Life.